# Ли Чжэнь (министр)
Ли Чжэнь (кит. упр. 李震, пиньинь Lǐ Zhèn, 1914—1973) — государственный деятель Китая, министр общественной безопасности КНР.

## Биография
Родился в уезде Гаочэн провинции Чжили, учился в Университете Цинхуа, вступил в КПК в 1937. В том же году направлен на офицерские курсы в провинции Шаньси, после окончания которых служил в качестве политического комиссара в ряде подразделений НОАК. После образования КНР в 1949 занимал пост заместителя политического комиссара 12-й армии НОАК, начальника политотдела 3-го корпуса НОАК, заместителя начальника политотдела Шэньянского военного округа. В 1955 ему присвоено звание генерал-майора.
С 1966 занимал должность заместителя министра общественной безопасности КНР. В 1972, после скоропостижной смерти Се Фучжи назначен на должность министра общественной безопасности. Избирался членом ЦК КПК 9-го и 10-го созывов.
В ночь на 20 октября 1973 года, Ли Чжэнь покончил с собой (повесился в подвале здания министерства после приема снотворного). Официально факт его самоубийства был признан лишь в 1977 году.